# Lito Vitale

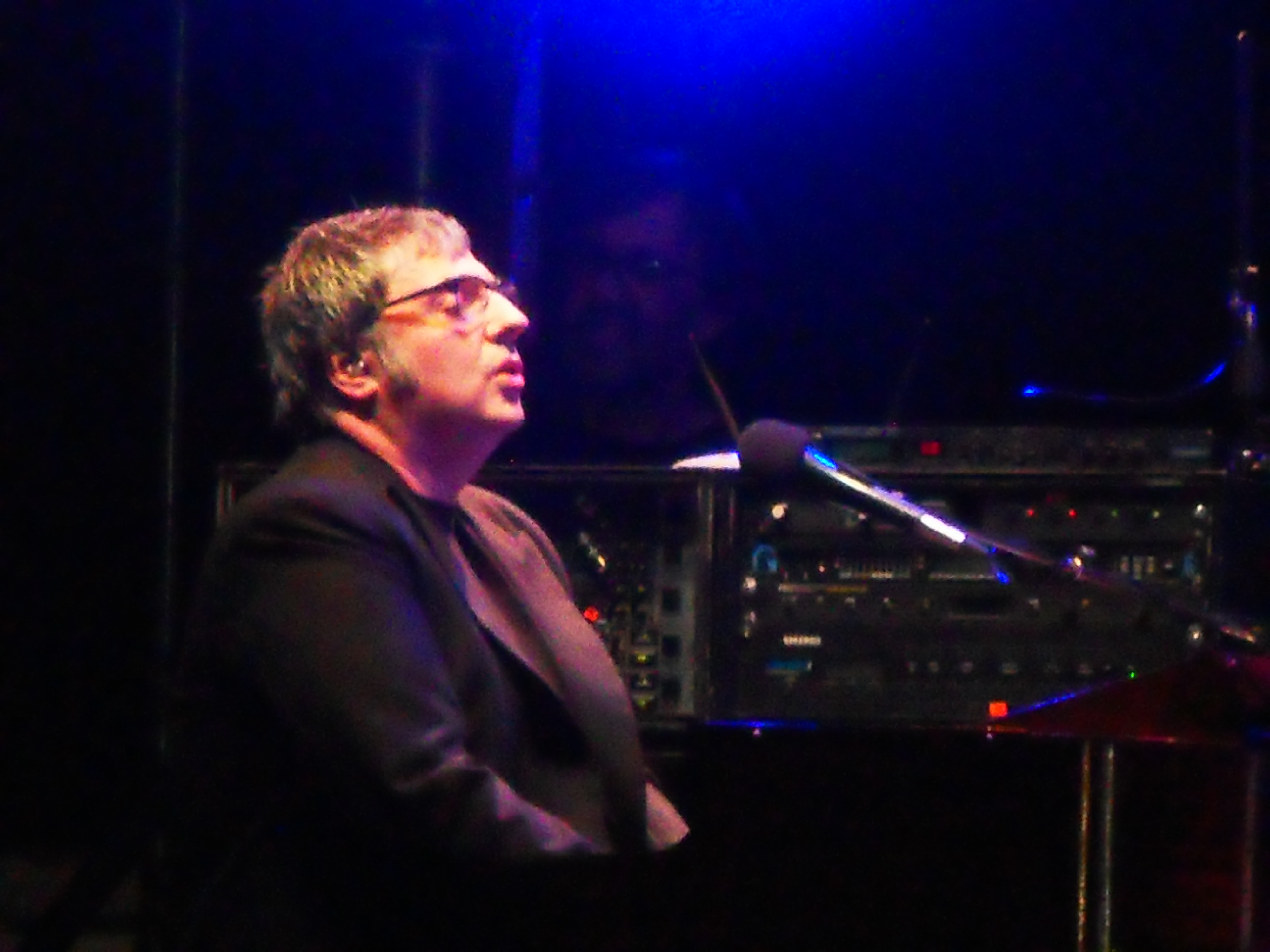
Lito Vitale (2013).

Lito Vitale, nome artístico de Héctor Facundo Vitale (Villa Adelina, província de Buenos Aires, 1 de dezembro de 1961) é um músico, pianista e arranjador argentino.
Recebeu o prestigiado Premio Konex em duas oportunidades.

## Discografia Parcial  (Sem contar os álbuns com as bandas "MIA" e "El Trío"
| - Sobre miedos, creencias y supersticiones, 1980 - Quitapenas, 1983 - A dos pianos, 1984 - Cumbo-Vitale-González, 1985 - Solo, 1985 - Lito Vitale Cuarteto, 1987 - El Grito Sagrado, 1988 - En solitario, 1988 - Ese amigo del alma, 1988 - La senda infinita, 1989 - Viento sur, 1990 - La excusa, 1991 - Un día antes de ayer, 1991 - Postales de este lado del mundo, 1991 - Sobre riesgos y memorias, 1992 - Kuarahy, 1992 - La cruz del sur, 1993 - Mas allá del mar, 1994 |  | - Cuentos de la media luna, 1994 - Juntando almas, 1995 - Juntando almas II - La memoria del tiempo, 1995 - Pantallas, 1995 - Solo piano, 1996 - Laberinto sin ley, 1997 - Cuando el río suena, 1997 - Tracción a cuerda, 1997 - Desde casa, 1998 - Postales del alma (com Juan Carlos Baglietto), 1999 - Día del Milenio, 2000 - No Olvides... (com Juan Carlos Baglietto), 2000 - Todos estos años (6 CDs), 2001 - Música para soñar y reposar - Volumen I: Rock argentino, 2002 - Música para soñar y reposar - Volumen II: Tango y Foklore argentino, 2002 - Música para soñar y reposar - Volumen III: Originales, 2002 - Un solo destino, 2002 - Cuatro calmas, 2004 - Vivo en Argentina (live), 2005 |

## Prêmios e Indicações
| Ano  | Trabalho (Álbum/Canção)   | Prêmio                 | Indicação                                | Resultado | Ref.  |
| ---- | ------------------------- | ---------------------- | ---------------------------------------- | --------- | ----- |
| 1995 |                           | Premio Konex           | Diploma al Mérito - Arreglador           | Venceu    | [ 1 ] |
| 2000 | Parceria Baglietto-Vitale | Premio Estrella de Mar | Melhor Grupo Musical                     | Venceu    | [ 2 ] |
| 2000 | Postales del alma         | Grammy Latino          | Melhor Álbum de Tango                    | Venceu    | [ 3 ] |
| 2005 |                           | Premio Konex           | Diploma al Mérito - Solista Instrumental | Venceu    | [ 1 ] |